# Ivan Dinev
Ivan Dinev (Bulgaars: Иван Динев) (Sofia, 8 november 1978) is een Bulgaarse kunstschaatser.
Dinev was actief als individuele kunstschaatser tot en met 2006 en werd laatstelijk getraind door Angela Nikodinov.
Op 13-jarige leeftijd maakte hij zijn debuut op de Europese Kampioenschappen kunstschaatsen en de Wereldkampioenschappen kunstschaatsen. Hij zou veertien keer deelnemen aan de EK en dertien keer aan de WK. Hij nam drie keer deel aan de Olympische Spelen.
Tegenwoordig vormt hij samen met Angela Nikodinov een duo-trainerschap in Torrance (Californië) met als pupillen Bianca Butler en Joseph Jacobsen.

## Persoonlijke records
| records             | punten | datum      | toernooi               |
| ------------------- | ------ | ---------- | ---------------------- |
| Hoogste totaalscore | 182.38 | 17-03-2005 | WK 2005                |
| Hoogste korte kür   | 63.64  | 14-02-2006 | Olympische Spelen 2006 |
| Hoogste lange kür   | 126.72 | 17-03-2005 | WK 2005                |

## Belangrijke resultaten
| Kampioenschap           | 1992 | 1993 | 1994 | 1995 | 1996 | 1997 | 1998 | 1999 | 2000 | 2001 | 2002 | 2003 | 2004 | 2005 | 2006 |
| ----------------------- | ---- | ---- | ---- | ---- | ---- | ---- | ---- | ---- | ---- | ---- | ---- | ---- | ---- | ---- | ---- |
| Olympische Spelen       |      |      |      |      |      |      | 11e  |      |      |      | 13e  |      |      |      | 17e  |
| Wereldkampioenschap     | 28e  | 44e  |      |      | 30e  | 23e  | 21e  | 14e  | 18e  | 12e  | 17e  | 14e  | 15e  | 13e  | 19e  |
| Europees Kampioenschap  | 26e  | 26e  | 17e  | 21e  | 11e  | 9e   | 10e  | 6e   | 5e   | 7e   | 7e   | 16e  | 18e  |      | 11e  |
| WK Junioren             |      |      |      |      | 21e  | 11e  | 5e   |      |      |      |      |      |      |      |      |
| Nationaal Kampioenschap |      | Goud | Goud | Goud | Goud | Goud | Goud | Goud | Goud | Goud | Goud | Goud | Goud | Goud | Goud |